# Jesús Vallejo
Jesús Vallejo Lázaro (ur. 5 stycznia 1997 w Saragossie) – hiszpański piłkarz, który występuje na pozycji obrońcy w hiszpańskim klubie Albacete Balompié.
Pierwsze treningi podjął z zespołem CD Oliver. W wieku dziesięciu lat zdecydował się na przenosiny do Realu Saragossa. Jeszcze przed ukończeniem 18. roku życia, w sezonie 2014/2015, wywalczył miejsce w podstawowym składzie tego zespołu. Dojrzałość i pewność w jego grze nie umknęła uwadze obserwatorów. 31 lipca 2015 roku młody stoper podpisał sześcioletni kontrakt z Realem Madryt. Blanquillos z La Romareda otrzymali za niego 6 milionów euro. Zdecydowano, że piłkarz nadal będzie występował w Segunda División (na zasadzie wypożyczenia). W sezonie 2016/2017 został natomiast wypożyczony do Eintrachtu Frankfurt, klubu z niemieckiej Bundesligi i po roku powrócił do Realu Madryt. Nie zdołał jednak nigdy wywalczyć sobie miejsca w drużynie i później jeszcze trzykrotnie ją opuszczał w ramach wypożyczenia - do Wolverhampton Wanderers, gdzie spędził sezon 2019/2020, oraz, dwukrotnie, do Granady, gdzie grał w sezonach 2020/2021 oraz 2023/2024.
Vallejo był także młodzieżowym reprezentantem Hiszpanii. W 2015 roku, z La Rojita, został mistrzem Europy do lat 19.
14 lipca 2025 roku Jesús Vallejo dołączył do Albacete Balompié po tym, jak wygasł jego kontrakt z Realem Madryt.

## Osiągnięcia
Real Madryt
- Superpuchar Hiszpanii: 2017
- Liga Mistrzów: 2017/18, 2021/22
- Superpuchar Europy: 2017, 2024
- Klubowe mistrzostwo świata: 2017, 2018

Reprezentacja
- Mistrzostwo Europy U-21: 2019
- Wicemistrzostwo Europy U-21: 2017
- Mistrzostwo Europy U-19: 2015